# لوكاس كورديرو
لوكاس كورديرو هو لاعب كرة قدم برازيلي، ولد في 1 نوفمبر 1991 في بيلو هوريزونتي في البرازيل. لعب مع تولسا روناكس.